# Yutaka Ozaki
Yutaka Ozaki (尾崎豊 Ozaki Yutaka?,  Setagaya, 29 de noviembre, 1965-Tokio, 25 de abril, 1992) fue un cantautor japonés. Él está en el puesto número 23 en la lista de los 100 mejores músicos de Japón por HMV.[cita requerida]

## Biografía
Nació en el barrio de Setagaya en Tokio. Tiene un hermano mayor llamado Yasushi. Fue hospitalizado por obstrucción intestinal y bronquitis que posteriormente debilitó sus órganos internos. En 1973 empezó a estudiar artes marciales y continuó entrenando por el resto de su vida. En enero de 1975 comenzó a tocar el piano y en marzo de ese mismo año escribió su primer poema. Su primera actuación en vivo fue en 1978 en el festival cultural de su escuela. Fue descubierto por el productor Akira Sudo y firmó con Sony Records en 1983.
Ozaki empezó su carrera en 1983, cuando tenía 16 años, fue uno de los provocadores del movimiento del J-Rock, o Rock Japonés, principalmente, le cogieron por el estilo tan nuevo que traía al público, después de ser descubierto por el productor Akira Sudo y firmado por la discográfica de SONY, visto como un artista de Rock, rock 'n' roll y baladas, en años en los que el término del J-rock no existía, siendo uno de los precursores de este movimiento, aún antes de bandas como Buck-Tick o X-Japan. Tenía un estilo muy propio de principios de los años ochenta, mezclando la balada occidental y un marcado sonido oriental que fueron definiendo la música de Yutaka.
Su sencillo debut fue Jugo no Yoru (Una Noche a los 15), que lo empezó a catapultar a lo más alto de la música japonesa. la compuso cuando tenía 15 años por la noche en un banco del parque Yoyogi, tuvo tal éxito, que en 2 semanas ya era número 1 en todo Japón, después de éste éxito, llegaron Sotsugyou (Graduation), Love Way, I Love You y Oh My Little Girl (considerada la mejor canción que compuso y lanzada años después de su muerte. La número 5 en el ranking de las mejores canciones japonesas de todos los tiempos).
Estuvo 2 años y medio apartado de los focos, un año y medio en la cárcel por posesión y consumo de drogas y también se fue un año a Estados Unidos para pensar sobre su futuro.
Lanzó más de 10 álbumes, entre trabajos de estudio, compilaciones y conciertos en vivo; algunos salieron después de su muerte.

## Muerte

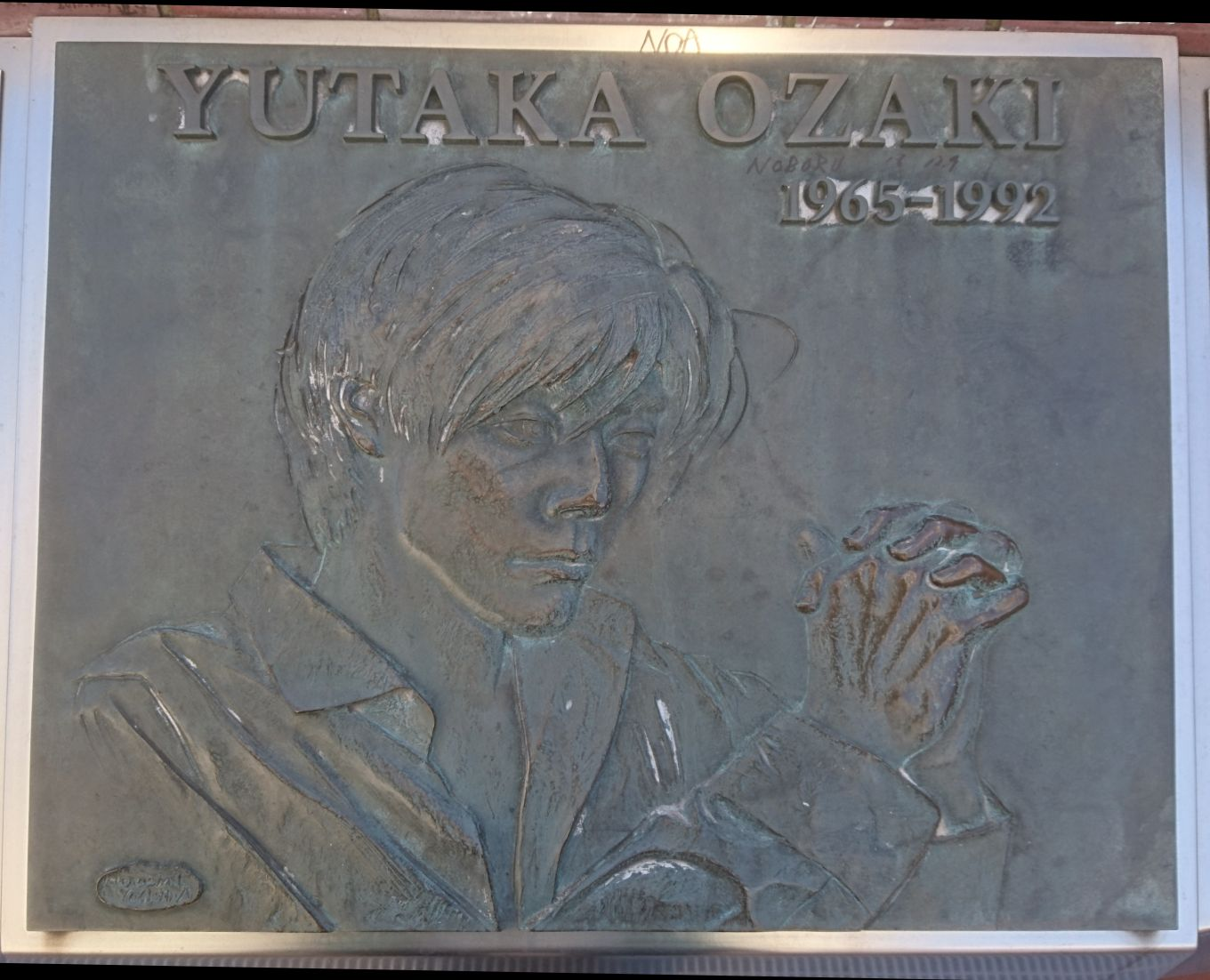

Yutaka murió con 26 años debido a una acumulación excesiva de líquido en sus pulmones, después que fuera encontrado desnudo y alcoholizado en una calle de Tokio, inconsciente y con múltiples golpes por todo el cuerpo en plena noche, de inmediato llamaron a una ambulancia que le trasladó al hospital donde horas más tarde moriría. El reporte oficial de la muerte declaró el fallecimiento por un edema pulmonar pero algunas personas sospechan que pudo ser un asesinato, los restos de Yutaka fueron cremados pero las cenizas de Yutaka no solo fueron mandadas al cementerio sino fueron mandadas a un puente llamado Tokorozawa.
A pesar de su relativamente corta vida y trayectoria musical, Yutaka fue considerado uno de los artistas de Rock 'n' Roll japonés más importantes de todos los tiempos, marcando fuertemente a su generación. Su habilidad de expresar frustraciones de jóvenes atrapados en un conformista sistema social lo hizo un mártir del rock japonés.

## Versiones tributo
Thelma Aoyama, Mika Nakashima, Kazumasa Oda, Ryuichi Kawamura, Hikaru Utada, Ayaka, Kobukuro, Tsuyoshi Domoto y muchos otros artistas japoneses han hecho una cover de la canción de Ozaki, "I Love You." La cantautora estadounidense Debbie Gibson grabó en inglés una cover de "I love you" en su álbum de 2010 Ms. Vocalist.
Además el guitarrista estadounidense Marty Friedman grabó una cover instrumental de "I Love You" en su álbum de 2011 Tokyo Jukebox 2.
Nanase Aikawa, Goto Maki, MINMI y Tomiko Van han realizado covers de "Oh My Little Girl."
Shunsuke Kiyokiba También ha grabado dos covers, 太陽の破片 taiyou no hahen ("Fragmentos del sol") y ふたつの心 futatsu no kokoro ("Dos corazones").
Shimizu Shota realizó una cover de Forget-Me-Not y Mr.Children realizó una cover de "僕が僕であるために-Boku ga boku de aru tame ni".
En 2013,  el artista de K-pop y vocalista principal de  BIGBANG, Daesung (conocido en Japón como "D-Lite") hizo una cover de "I love you" y fue utilizado como tema musical para el dorama "I love you".
En 2014, Tamai Shiori de Momoiro Clover Z, cantó una versión de "Graduation" para un concierto especial.
El protagonista de The King of Fighters Kyo Kusanagi fue altamente influenciado por Ozaki según su actor de voz tanto que poseen hobbies similar a pesar de que Kyo esté más interesado en las artes marciales ya que siempre participa en competiciones.

## Dorama
En 2011, se realizó un dorama llamado "Kaze no Shounen" basado en el libro "Yutaka Ozaki Oboegaki", escrito por Akira Sudo, que habla desde que el cantante conoció al productor hasta el día de su muerte.
El dorama retrata su vida en profundidad desde principios de su carrera hasta el día de su fallecimiento. Fue interpretado por Hiroki Narimiya y fue todo un éxito en Japón.

## Discografía

### Sencillos
- Jugo no Yoru - A night at Fifteen (15の夜, 1983)
- Junanasai no Chizu - Seventeen's Map (十七歳の地図, 1984)
- Hajimari-sae Utaenai - Can't Sing Even the Beginning (はじまりさえ歌えない, 1984)
- Sotsugyou - Graduation (卒業, 1985)
- Driving All Night (1985)
- Kaku - Core (核, 1987)
- Taiyō no Hahen - Debris of the Sun(太陽の破片, 1988)
- Love Way (1990)
- Tasogare-yuku Machi-de - 57th Street (黄昏ゆく街で, 1990)
- Eien no mune - Eternal Heart (永遠の胸, 1991)
- I Love You (1991)
- Kegareta Kizuna - Bond (汚れた絆, 1992)
- Oh My Little Girl (1994) - liberado después de su muerte y fue su mayor éxito musical

### Álbumes
- Juunanasai no Chizu - Seventeen's Map (十七歳の地図, 1983)
- Kaikisen - Tropic of Graduation (回帰線, 1985)
- Kowareta Tobira kara - Through the Broken Door (壊れた扉から, 1985)
- Gairoju - Trees Lining a Street (街路樹, 1988)
- Tanjou - Birth (誕生, 1990)
- Hounetsu e no Akashi - Confession for Exist (放熱への証, 1992)

### Compilaciones
- Aisu-beki Mono Subete-ni - For All My Loves (愛すべきものすべてに, 1996)
- Artery & Vein - The Very Best of Yutaka Ozaki (1999)
- 13/71 - The Best Selection (2004)

### Álbumes en vivo
- Last Teenage Appearance - The Myth of Yutaka Ozaki (1987)
- Yakusoku no Hi Vol. 1 - The Day vol.1 (約束の日 Vol. 1, 1993)
- Yakusoku no Hi Vol. 2 - The Day vol. 2 (約束の日 Vol. 2, 1993)
- Missing Boy (1997)
- Osaka Stadium on August 25 in 1985 Vol. 1 (1998)
- Osaka Stadium on August 25 in 1985 Vol. 2 (1998)